# Poyols
Poyols település Franciaországban, Drôme megyében. Lakosainak száma 89 fő (2022. január 1.). Poyols Aucelon, Beaumont-en-Diois, Jonchères, Luc-en-Diois és Montlaur-en-Diois községekkel határos.

## Népesség
A település népességének változása:
| Lakosok száma | 60   | 57   | 57   | 76   | 68   | 68   | 70   | 72   | 72   | 89   |
|               | 1968 | 1982 | 1990 | 2006 | 2013 | 2015 | 2017 | 2019 | 2020 | 2022 |